# ブランド・ロデリック
ブランド・ロデリック（Brande Roderick、1974年6月13日 - ）はアメリカ合衆国のモデル。カリフォルニア州ノヴァト出身。
ベイウォッチやプレイボーイへの出演で知られる。2000年4月にプレイメイト・オブ・ザ・マンスに選ばれた。2001年にはプレイメイト・オブ・ザ・イヤーに選ばれた。
2003年にボリウッドの映画に出演、リテーシュ・デーシュムクが演じるインド人男性のアメリカ人妻を演じた。

## 私生活
2000年から2001年頃、プレイボーイ発刊者のヒュー・ヘフナーやNFL選手のケイド・マクナウンとの交際が報じられた 。2006年8月には11シーズンNFLでプレーしたグレン・カドレズと婚約した。2007年6月結婚して2人の息子を産んだ。2017年に離婚している。